# ایرشنال گیمز
ایرشنال گیمز (انگلیسی: Irrational Games) شرکت بازی ویدئویی آمریکایی است، که در سال ۱۹۹۷ تأسیس شد.